# Denise (brano musicale)
Denise è un brano musicale scritto da Neil Levenson e pubblicato nel 1963 dal gruppo di musica doo-wop Randy & the Rainbows nel singolo Denise/Come Back.

## Cover

### Blondie
Una cover della canzone è stata realizzata dal gruppo Blondie e pubblicata nel 1978 con il titolo Denis. La canzone è inclusa nel loro secondo album Plastic Letters.

### Georgina Verbaan
Anche la cantante e attrice olandese Georgina Verbaan ne ha realizzato una cover, pubblicata nel 2002 per il suo album di debutto Sugar Spider